# Liste des conseillers départementaux du Lot
 (27 mars 2022).
Pour un article plus général, voir Conseil départemental du Lot.
Le conseil départemental du Lot est composé de 34 membres (17 conseillers départementaux et 17 conseillères départementales) issus des 17 cantons du Lot.
Ils ont été élus lors des élections départementales des 20 et 27 juin 2021.

## Composition par parti
| Président du Conseil départemental |       |       |      |                           |
| Serge Rigal (DVG)                  |       |       |      |                           |
| Parti                              | Sigle | Sigle | Élus | Groupes                   |
| Majorité (30 sièges)               |       |       |      |                           |
| Divers gauche                      |       | DVG   | 10   | Majorité départementale   |
| Parti socialiste                   |       | PS    | 9    | Majorité départementale   |
| Parti radical de gauche            |       | PRG   | 2    | Majorité départementale   |
| Mouvement radical                  |       | MR    | 1    | Majorité départementale   |
| Parti socialiste                   |       | PS    | 6    | PS – EELV & Divers gauche |
| Europe Écologie Les Verts          |       | EÉLV  | 1    | PS – EELV & Divers gauche |
| Divers gauche                      |       | DVG   | 1    | PS – EELV & Divers gauche |
| Opposition (4 sièges)              |       |       |      |                           |
| Divers droite                      |       | DVD   | 2    | Opposition départementale |
| Divers centre                      |       | DVC   | 1    | Opposition départementale |
| La République en marche            |       | LREM  | 1    | Opposition départementale |

## Liste des 34 membres[2]
En gras le président du département.
| Canton                | Conseillers              | Parti | Parti |
| --------------------- | ------------------------ | ----- | ----- |
| Cahors-1              | Martine Hilt             |       | DVD   |
| Cahors-1              | Denis Marre              |       | DVD   |
| Cahors-2              | Véronique Arnaudet       |       | DVG   |
| Cahors-2              | Francesco Testa          |       | EELV  |
| Cahors-3              | Vincent Bouillaguet      |       | PS    |
| Cahors-3              | Nelly Ginestet           |       | PS    |
| Causse et Bouriane    | Serge Rigal              |       | PS    |
| Causse et Bouriane    | Amélie Vacossin          |       | DVG   |
| Causse et Vallées     | Françoise Lapergue       |       | LREM  |
| Causse et Vallées     | Frédéric Descremps       |       | LREM  |
| Cère et Ségala        | Christophe Proença       |       | PS    |
| Cère et Ségala        | Claire Delande           |       | PS    |
| Figeac-1              | Marie-France Colomb      |       | PS    |
| Figeac-1              | André Mellinger          |       | PS    |
| Figeac-2              | Guillaume Baldy          |       | MR    |
| Figeac-2              | Anne Laporterie          |       | PS    |
| Gourdon               | Fréderic Gineste         |       | PS    |
| Gourdon               | Edith Lagarde            |       | DVG   |
| Gramat                | Caroline Mey-Fau         |       | PS    |
| Gramat                | Freddy Terlizzi          |       | PS    |
| Lacapelle-Marival     | Pascal Lewicki           |       | DVG   |
| Lacapelle-Marival     | Catherine Prunet         |       | DVG   |
| Luzech                | Marc Gastal              |       | DVG   |
| Luzech                | Maryse Maury             |       | MR    |
| Marches du Sud-Quercy | Dominique Marin          |       | DVG   |
| Marches du Sud-Quercy | Catherine Marlas         |       | PS    |
| Martel                | Raphaël Daubet           |       | MR    |
| Martel                | Gaéligue Jos             |       | PS    |
| Puy-l'Évêque          | Rémi Branco              |       | DVG   |
| Puy-l'Évêque          | Véronique Chassain       |       | PS    |
| Saint-Céré            | Dominique Bizat          |       | PS    |
| Saint-Céré            | Jean-Pierre Jammes       |       | PS    |
| Souillac              | Violaine Delpech-Fraysse |       | DVG   |
| Souillac              | Régis Villepontoux       |       | PS    |